# Jollibee
Jollibee és una cadena multinacional filipina de restaurants de menjar ràpid propietat de Jollibee Foods Corporation (JFC). A l'abril de 2018, JFC tenia un total de prop de 1.200 punts de venda de Jollibee a tot el món; amb presència al sud-est asiàtic, a l'Orient Mitjà, a Àsia oriental (Hong Kong i Macau), a Amèrica del Nord, a Europa (Itàlia i el Regne Unit).